# Schädelberg
Der Schädelberg ist ein 420 m ü. NHN Meter hoher fast vollständig bewaldeter Berg in Lörrach, der zum Dinkelberg gehört. Er liegt östlich des Ortskerns vom Stadtteil Stetten und westlich vom Salzert und erstreckt sich in nordsüdlicher Richtung. Das Stettener Wohngebiet Leuselhardt befindet sich am Westhang des Schädelbergs. Nördlich des Schädelberg verläuft die L 141, die zum Waidhofpass ansteigt. Auf dem Schädelberg lassen sich frühgeschichtliche Besiedlungen nachweisen und um etwa 1000 v. Chr. wurden Fliehburgen als Höhensiedlung genutzt.
Am nördlichen Rand befindet sich der Alte jüdische Friedhof, am südlichen die Jugendherberge Lörrach.

## Kaverne Schädelberg
Am Nordhang des Schädelbergs unterhält die Wasserversorgung der Stadt Lörrach auf einem Niveau von 330 bis 340 m ü. NHN Meter rund 25 Meter unterirdisch eine Trinkwasserkaverne (Lage) mit einem Fassungsvermögen von zwei mal 5000 Kubikmeter. Sie wurden in den Jahren 1974 bis 1976 errichtet. Zwei etwa 75 Meter lange Behälterkammern mit einem Durchmesser von 10,5 Metern sind unter der Kammlinie durch ein Verteilerbauwerk verbunden und können durch einen 75 Meter langen und 6 Meter hohen Zugangsstollen bewirtschaftet werden. Damit ist die Kaverne Lörrachs größter Trinkwasserspeicher und bietet zudem durch die Hanglage den Vorteil, auf teure Wassertürme verzichten zu können. Neben der Versorgung der Stadt selbst wird von der Kaverne das Wasser auch in den Salzert gepumpt sowie auf den Buttenberg zur Versorgung der Nachbargemeinde Inzlingen.